# Шугнан

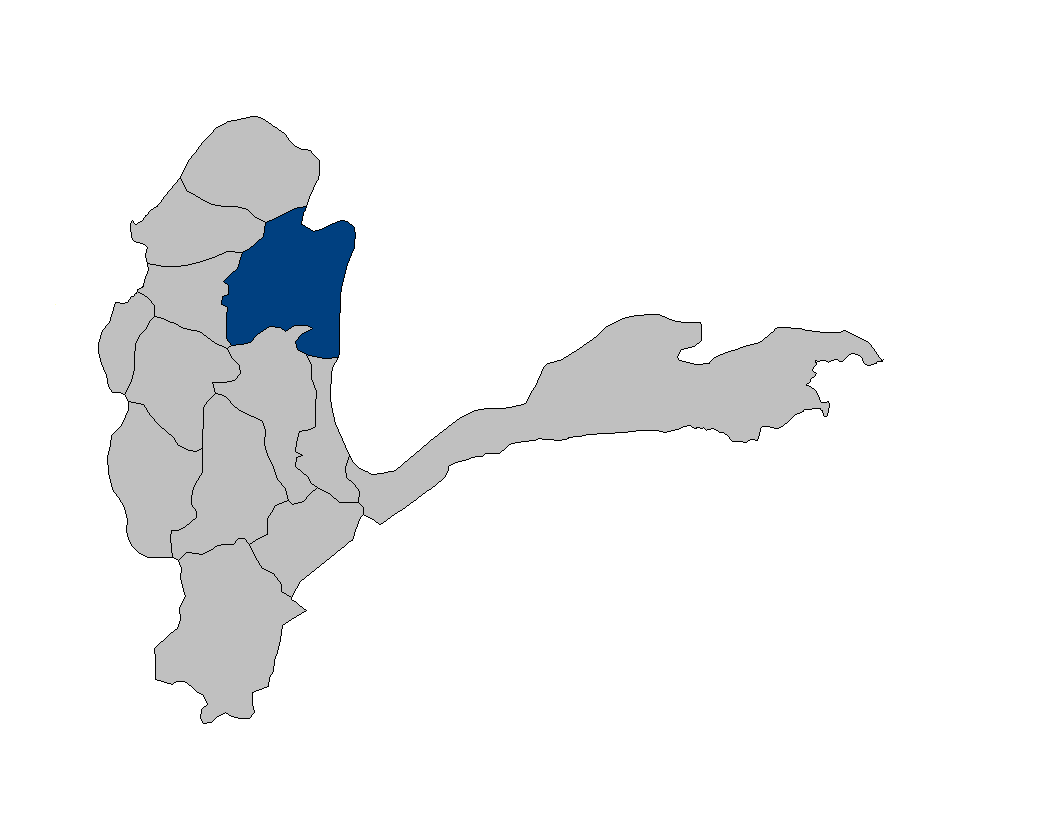
Афганський Шугнан

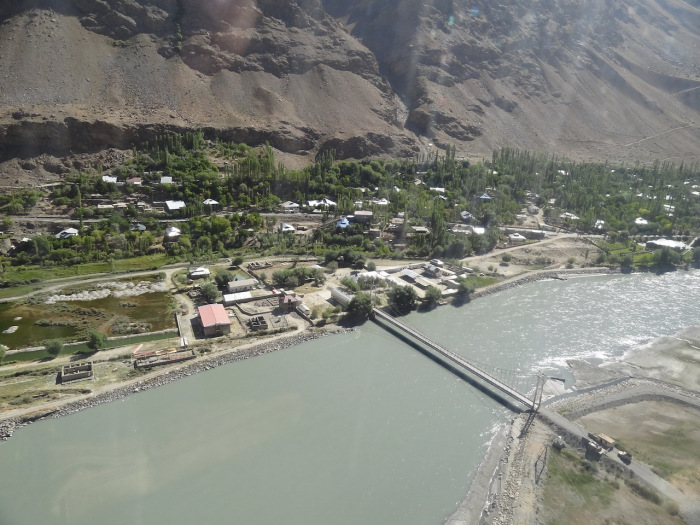
Міст дружби між Афганістаном та Таджикистаном та в регіоні Шугнанський.

Шугнан (шугн. Xuɣ̆nůn, тадж. Шуғнон, перс. شغنان) історична область у південно-західному Памірі, розташована в басейні річки Гунт та лівої притоки її річки Шахдара. Нині територія історичної області Шугнан розділена на дві частини: правобережний Шугнан розташовується на території сучасного Шугнанського району Горно-Бадахшанської автономної області Таджикистану, а лівобережний — Шигнанського району у провінції Бадахшан Афганістану.

## Назва
Топонім «Шугнан» (тадж. Шуғнон) є перським варіантом (перс. شغنان)‎ шугнанського Xuɣ̆nůn, який перегукується з давньоперс. «*xwašna-» зі значенням «хороший; приємний». Існує також думка, що назва «Шугнан» у своєму корені пов'язана з давніми племенами саків, що мешкали в гірських долинах Вахану у VII—II ст. до н. е. («Шугнан» буквально «країна саків»). У середньовічних джерелах Шугнан згадується у формі Шікінан (араб. شقنان) або Шікіна (араб. شقینه). Ібн Хаукаль дає читання «Шікнійа» (араб. شقنیه). Сучасний варіант — «Шугнан» (перс. شغنان), уперше наводиться в «Шах-наме» Абулькасіма Фірдоусі.

## Географія
За рельєфом Шугнан являє гірську країну, найнижчі точки якої, що лежать на річці Пяндж, що омиває Шугнан із заходу, лежать на висоті близько 6000 футів. Кліматичні умови Шугнану значно сприятливіші, ніж на Памірі.
Приблизними кордонами Шугнану слугують: на півночі — Рушанський хребет; на сході — лінія, що йде через озеро Яшилькуль і перевали Кой-тезек та Має; на півдні — вододільний хребет Ваханський і, нарешті, на заході — річка Пяндж. У цих межах Шугнан має форму стисненого еліпса, велика вісь якого йде із заходу на схід, а мала — з півночі на південь; правий фокус — перевал Кок-бай, вододіл річок Гунт і Шахдара, а лівий фокус — місце злиття цих двох річок. Велика вісь має довжину близько 100 верст, менша близько 90 верст. Площа, яку займає Шугнан, дорівнює 8000 кв. верст або 160 кв. р. миль.

## Населення
Населення — представники памірської народності — шугнанців, які говорять шугнанською мовою.

## Історія
Перші жителі біля Паміру з'явилися вже у кам'яному столітті. Наприкінці епохи бронзи відбулося заселення Паміру спочатку протоіндійськими племенами, а потім і давніми іранцями, причому мови та вірування цих прибульців наклалися на місцеві субстратні неіндоєвропейські мови. У результаті Памірі утворилася група східноіранських мов.
Територія сучасного Шугнану входила до складу Імперії Ахеменідів (VI—IV ст. до н. е.).
У III—II ст. до н. е. населення Шугнану було в залежності від Греко-Бактрійського царства, у I—III ст. н. е. — від Кушанського царства, у IV—VI ст. — від Ефталітської держави. Слідом за розгромом ефталітів від Західно-Тюркського каганату в VI в. Шугнан номінально підпорядковується тюркським правителям.
У другій половині VII ст. Шугнан опиняється в номінальній залежності від китайської Танської імперії. У VII—VIII ст. назва Шугнан зафіксована в китайських джерелах як Шіцзін, Шіціні, Шені, Шіні, Шікіні. Одним із перших про Шугнан згадує знаменитий китайський мандрівник, буддійський монах Сюаньцзан, що був у країнах, що лежать біля витоків Амудар'ї. Сам він особисто не відвідав Шугнану і наводить лише короткі розпитувальні відомості про цю країну. За даними Сюаньцзана, володіння Ші-кі-ні, тобто Шугнан, було розташовано північніше володіння Да-мо-сі-те-ді, тобто Вахану. Територія цього володіння в окружності становила близько 200 лі, а окружність його столиці — 5-6. Місцевість тут була гориста з ущелинами та долинами, але були й рівнини, укриті піском та камінням. У 718 р. серед царів, підвладних тюркському «ябгу», тобто. верховному правителю Тохарістану, згадується цар володіння Ши-ні, тобто Шугнану, який мав у своєму розпорядженні військо із 50 тисяч осіб. До його володіння входив також сусідній округ Кю-лан. тобто Карран.
У 646 році князі Сімей та Іпань приїхали в Чанань і було надано чини. З того часу князі Шугнану періодично отримували призначення від Танських імператорів. У 747 році князь Дешигаянь (跌失伽延) брав участь у поході танських військ у Балтистан і загинув у бою проти тибетців.
До прийняття ісламу жителі Шугнану сповідували зороастризм місцевого різновиду, який був поширений тут аж до ХІ-ХІІ ст.
Останні десятиліття VIII ст. Шугнан підкоряється арабами-мусульманами при намісництві бармакіда аль-Фадла ібн Ях'ї ібн Халіда, який правив у Хорасані в 793—796 р.р. Примітно, що Шугнан був завойований не самими арабами, а мусульманським військом, яке складалося виключно з жителів Хорасану. Остаточне завоювання області відноситься до другого десятиліття IX ст. при намісництві аль-Фадла ібн Сахла, відомого як Зу-р-Ріясатайн. У ІХ ст. Шугнан разом із Бадахшаном становив володіння якогось Хумарбея, у ІХ ст. перебував у залежності від Тахіридів, у Х ст. входить до складу держави Саманідів, у XI—XII ст. був включений до складу держав Газневідів, а потім Гурідів, але й тоді залежність Шугнану від центральної влади була номінальною. В арабських і перських творах VIII—XII назва регіону зафіксована як Шукнан, Шікінан, Шакнан.
У XIII ст. Шугнан, як і всі таджицькі землі, опинився під владою монгольських завойовників, а в XIV—XV ст. — Тимуридських правителів. На початку XVI ст. Шугнан як частина Бадахшану входить до складу імперії Великих Моголів, до кінця цього століття опиняється у складі Шейбанідської держави, яка в 1599 р. змінилася Аштарханідами. У 1691—1692 рр. Аштарханіди завоювали Бадахшан, а разом із ним і Шугнан.
У XVIII в. Шугнан був центром опору правителям Бадахшану. Так було в 1748 р. об'єднаним силам Шугнану та Дарвазу в битві біля озера Шива вдалося розбити війська еміра Бадахшану Султан-шаха. У XVIII ст. Шугнан, його васал Рушан, а також Вахан вели постійну боротьбу проти політичної залежності від Бадахшану та Дарвазу. Володарі Шугнану з Рушаном і правителі Вахану були васалами шахів Дарвазу і платили їм данину. Починаючи з XVIII ст. правителі Шугнану почали активно займатися работоргівлею, причому в рабство продавалися як кочівники-киргизи, а й таджики — піддані Шугнану.
Наприкінці XVIII ст. правителі афганської Дурранійської імперії роблять першу спробу підкорення Бадахшану.
У ХІХ ст. історична область Шугнан включала Шугнанське шахство, до якого входив і васальний Рушан, а також невеликі феодальні державні утворення — Шахдара і Гунт у долинах однойменних річок, тобто території сучасних Рушанського, Шугнанського та Рошткалинського районів Таджикистану, а також Шугнанського району афганської провінції Бадахшан.
Столицею Шугнанського шахства був населений пункт Бар-Пандж-Кала з однойменною фортецею, що розташовувалась на лівому березі Пянджа.
У 1830 Шугнан разом із низкою памірських князівств був завойований Кокандським ханством, але пізніше реальна влада Коканда зійшла нанівець.
Першим із європейців, що особисто відвідав Шугнан, був російський професор Регель, який у 1883 році об'їхав більшу частину території ханства, але не опублікував майже нічого про свою подорож.
У XIX столітті князівство Шугнан стало одним із полів «Великої гри» з розмежування сфер впливу російської та британської імперій. Прагнучи підняти престиж держави і налагодити політичні зв'язки з державою Йеттішар, близько 1870 року останній емір Шугнану Юсуф Алі Хан віддав свою сестру за його правителя Якуб Бека . Однак у 1873 році афганський правитель Бадахшану змусив Юсуфа Алі Хана платити щорічну данину афганському уряду. Російська імперія не визнавала суверенітет Афганістану над Шугнаном і неодноразово вимагала в англійського уряду вплинути на свого союзника для того, щоб той вивів війська зі спірних князівств, посилаючись на російсько-британські угоди 1872—73 років. Насправді, як Шугнан, і Рушан виявилися відповідно до цього договору розсічені надвоє, оскільки кордон у ньому називався за течією Пянджа.
У 1883 році афганські війська окупували Шугнан і Рушан, таким чином привівши ці території під пряме управління еміра Афганістану. У період політичної нестабільності, що настав потім в Афганістані, Шугнан спробував повернути свою незалежність, але в 1889 афганські війська вдруге завоювали князівство. Завоювання супроводжувалося «нечуваною навіть у Середній Азії жорстокістю. Населення у зайнятих місцевостях вирізувалося поголовно, селища випалювалися, поля витравлювалися тощо». Рятуючись від афганських військ, частина шугнанців вийшла до озера Яшилькуль, де китайський загін, посланий владою Кашгару, перешкодив їх подальшому просуванню і силою змусив повернутися на батьківщину, де багато хто з біженців був убитий.
У 1970-х роках у СРСР було видано книгу «Памір», у якій викладалася історія памірського народу. У роки завершення походу Олександра Македонського частина його війська залишилася біля Афганістану. За законами тих часів у місцях, де асимілювали війська, чоловіків від малого до великого вирізали, а жінки стали дружинами воїнів. Нині нерідко зустрічаються місцеві жителі ДБАО, які вважають себе «македонцями». Тут мешкає кілька етнічних груп, що різняться за мовною ознакою. Якщо брати до уваги, що Олександр Македонський сформував своє військо з південно-західних скіфів перед тим, як вони рушили на захід і організували німецькі та французькі та інші європейські народи, то можна звернути увагу, що прислівники памірців нагадують стародавні прислівники майбутніх європейських мов. У 80-х роках 19 століття два лідери памірських народів Юсуф-Алі-шо і Саїд-Акбар-шо підняли повстання проти безчинств афганського шаха. Сім'ї цих правителів були відправлені караваном до Мінусинського району Красноярського краю. Декому з них було надано можливість проживати в Курській області. Через 40 років сім'ї колишніх правителів Паміру повернулися до Шугнанського району. Російські царі були одержимі ідеями допомоги народам, які вважалися своїми за релігійними та етнічними ознаками. Подібно до походу на Кавказ для захисту вірменського народу, був похід на Памір для захисту нащадків війська Олександра Македонського. І в 1911 році в Хорозі був російський прикордонний загін. Цього року в результаті землетрусу зійшлися гори, перекривши річку Сарез. За три роки з'явилося Сарезьке озеро.
Шугнан, згідно з російсько-англійським договором від 2 лютого (11 березня) 1895, передано Бухарі як шахство замість частини Дарвазу, що лежить на лівому березі Пянджа (Аму-Дар'ї). Шугнан поділявся на шість сада (сотня).
На початку XX ст. адміністративним центром області Шугнан було місто Явурдех, розташоване за 6 км вище за течією річки Пяндж від міста Кал'а-і Шугнан або Бар-Пандж і на північ від Песдеха, тобто нинішнього міста Хорога. На початку XX ст. у Шугнані одяг, так само як і в епоху раннього середньовіччя, виготовлялася з шерсті та шкіри. Основним предметом вивезення з Шугнану були вовняні халати, панчохи та шкіра для вироблення взуття.
Правобережна частина Шугнану за радянських часів входила до складу Таджицької РСР, а після розпаду СРСР — до складу Республіки Таджикистан (з 1991 р.).